# Skoltafjorden
Le Skoltafjorden est un fjord situé au nord de Stolmen et de Selbjørn dans la municipalité d'Austevoll dans le Hordaland.

## Géographie
Il s'étend sur 7 kilomètres depuis la mer du Nord et se termine dans le Møkstrafjorden, qui vient du nord, à l'ouest de Huftarøy. Le fjord a une entrée à l'ouest entre Mågasteinane au nord et Slåttarøya et Skoltane au sud. Au nord du fjord se trouvent les îles de Litlakalsøy et au sud se trouvent Lynghevrøya et Hevrøy. Lunnøy est située dans la partie la plus intérieure du fjord. 
Entre Stolmen et Selbjørn, la rivière Stolmasundet coule vers le sud jusqu'au Selbjørnsfjorden (no). Le détroit est traversé par un pont d'environ 450 mètres de long.